# 큰뒷부리도요
큰뒷부리도요(Limosa lapponica)는 도요목 도요과의 새이다. 얼굴부터 배까지 적갈색이고 몸윗면은 흑갈색이며 그 위에 적갈색 반점들이 있다. 부리가 위로 굽은 것이 특징이다. 유라시아 북부와 알래스카 서부에서 번식하고 아프리카, 동남아시아, 중동, 호주 등으로 이동하여 월동한다. 대한민국에서는 봄과 가을에 지나가는 흔한 나그네새이다.

## 아종
큰뒷부리도요의 아종은 전 세계적으로 6아종으로 나눈다. 대한민국은 봄에는 흰허리큰뒷부리도요(L. L. menzbieri)와 L. L. baueri가 통과하고, 가을에는 흰허리큰뒷부리도요(L. L. menzbieri)가 통과한다.
- 흰허리큰뒷부리도요(L. L. menzbieri)
- L. L. baueri
- L. L. anadyrensis
- L. L. taymyrensis
- L .L. lapponica
- L. L. yamalensis